# Ezra Hoogenboom
Ezra Hoogenboom (Oudewater, 22 januari 2001) is een Nederlandse voetballer die als verdediger speelt.

## Carrière
Ezra Hoogenboom speelde in de jeugd van OVS Oudewater en Feyenoord. In 2019 vertrok hij naar Almere City FC, waar hij in eerste instantie bij de onder-19 en het jongelftal aansloot. Ook zat hij regelmatig op de bank bij het eerste elftal van Almere City. In 2020 tekende hij zijn eerste profcontract, wat tot medio 2022 loopt. Hij debuteerde in het betaald voetbal voor Almere City FC op 17 december 2021, in de met 2-3 verloren thuiswedstrijd tegen FC Volendam. Hij kwam in de 15e minuut in het veld voor de geblesseerd geraakte Ramon Leeuwin.

### Statistieken
| Seizoen                      | Club             | Land           | Competitie         | Competitie | Competitie | Beker | Beker | Totaal | Totaal |
| Seizoen                      | Club             | Land           | Competitie         | Wed.       | Dlp.       | Wed.  | Dlp.  | Wed.   | Dlp.   |
| ---------------------------- | ---------------- | -------------- | ------------------ | ---------- | ---------- | ----- | ----- | ------ | ------ |
| 2019/20                      | Jong Almere City | Nederland      | Derde divisie Zat. | 2          | 0          | –     | –     | 2      | 0      |
| 2019/20                      | Almere City      | Nederland      | Eerste divisie     | 0          | 0          | 0     | 0     | 0      | 0      |
| 2020/21                      | Almere City      | Nederland      | Eerste divisie     | 0          | 0          | 0     | 0     | 0      | 0      |
| 2021/22                      | Almere City      | Nederland      | Eerste divisie     | 3          | 0          | 0     | 0     | 3      | 0      |
| 2022/23                      | GVVV             | Nederland      | Derde divisie Zat. | 17         | 0          | –     | –     | 17     | 0      |
| Carrièretotaal               | Carrièretotaal   | Carrièretotaal | Carrièretotaal     | 5          | 0          | 0     | 0     | 5      | 0      |
| Bijgewerkt op 9 januari 2022 |                  |                |                    |            |            |       |       |        |        |